# Ftalati

Generica struttura degli ftalati. I gruppi R e R' possono essere uguali

Gli ftalati sono esteri dell'acido ftalico.
Sono sostanze in genere poco solubili in acqua, molto solubili negli oli e poco volatili. In genere si presentano come liquidi incolori.
Sono anche usati per rendere la plastica più pieghevole e morbida.
Nel 1999 è stata bandita la produzione di prodotti con una concentrazione maggiore dello 0,1% di ftalati

## Esempi
I più noti composti di questa classe sono:
- il di-2-etilesilftalato (o diottilftalato, DEHP) - plastificante principe del PVC per via del suo basso costo
- il diisodecilftalato (DIDP)
- il diisononilftalato (DINP)
- il benzilbutilftalato (BBzP) - usato nel PVC espanso.

## Produzione
Vengono ottenuti per esterificazione tra l'anidride ftalica e un alcol opportuno, generalmente compreso tra i 6 ed i 13 atomi di carbonio.
Ad esempio, il di-2-etilesilftalato viene prodotto dalla reazione chimica tra 2-etilesanolo e anidride ftalica.
Nel 2004 la produzione mondiale di ftalati è stata stimata in 400.000 tonnellate; sono noti sin dagli anni venti ed hanno avuto un incremento di produzione negli anni cinquanta, con l'immissione sul mercato del PVC.

## Impieghi
Gli ftalati sono una famiglia di composti chimici usati nell'industria delle materie plastiche come agenti plastificanti, ovvero come sostanze aggiunte al polimero per migliorarne la flessibilità e la modellabilità.
Il PVC è la principale materia plastica (in termini di volume di produzione) in cui vengono impiegati. Addizionato ad esso, lo ftalato consente alle molecole del polimero di scorrere le une sulle altre rendendo il materiale morbido e modellabile anche a basse temperature.
Ftalati di alcoli leggeri (dimetilftalato, dietilftalato) sono usati come solventi nei profumi e nei pesticidi.
Gli ftalati trovano inoltre uso frequente nella preparazione di smalti per unghie, adesivi e vernici.

## Effetti sulla salute
Gli ftalati sono in grado di inibire la maturazione degli spermatozoi a causa di un'azione tossica espletata a livello delle cellule di Sertoli. All'esposizione in gravidanza, inoltre, è correlata una minore crescita della sostanza grigia della prole. Sono noti interferenti endocrini di cui è stato provato il legame con obesità, insulinoresistenza, asma e disturbo da deficit di attenzione/iperattività.